# 油炸鷹嘴豆餅
炸豆丸子（阿拉伯語： [falaːfil] ⓘ，英語： /fəˈlɑːfəl/），又名中东蔬菜球、油炸鹰嘴豆饼，是中東一帶的菜色，用鷹嘴豆或蠶豆泥加上調味料所做成的。
以色列人會加上番茄，黃瓜和蛋黃醬等等的調味料當作三明治，阿拉伯人與猶太人（巴勒斯坦人）同樣愛吃。

## 历史
油炸鹰嘴豆饼的起源有争议，通常认为它起源于埃及，最早是科普特人在大斋期作为肉的替代物使用的。由于亚历山大城是港口城市，这种食物就随着传播到了中东。随后这种食物传播到了黎凡特，在这里鹰嘴豆取代了蚕豆.

## 其他条目
- 缅甸豆腐
- 鷹嘴豆